# Macrobela
Macrobela és un gènere monotípic d'arnes de la família Crambidae descrit per Alfred Jefferis Turner el 1939. Conté només una espècie, Macrobela phaeophasma, descrita pel mateix autor el mateix any, que es troba a Austràlia, on ha estat registrada a Queensland.
L'envergadura alar és d'uns 15 mm. Les ales són grises o marrons amb una marca blanca.